# Скелтон, Джозеф
Джозеф Скелтон (Дж. Р. Скелтон; англ. Joseph Ratcliffe Skelton; 1865, Ньюкасл-апон-Тайн, Нортамберленд — 6 ноября 1927, Северный Кенсингтон, Большой Лондон) — британский художник-иллюстратор приключенческой литературы.

## Биография
Родился в 1865 году в Ньюкасле и был четвёртым из шести детей Томаса Симпсона Скелтона и Сары Нотт. Его отец первоначально был переплётчиком, но в дальнейшем освоил профессию фотографа.
Джозеф Скелтон активно работал в Лондоне в качестве художника-иллюстратора с середины 1880-х годов. Он также пробовал себя в станковой живописи, и периодически выставлял свои картины в лондонской Королевской академии художеств, однако, в первую очередь был известен созданием множества цветных иллюстраций к произведениям исторического и приключенческого характера.
В 1912 году Джозеф Скелтон, которому в то время было уже под 50, женился на некой Вайолет Хасти.
Скончался в лондонском районе Северный Кенсингтон в 1927 году.

## Галерея

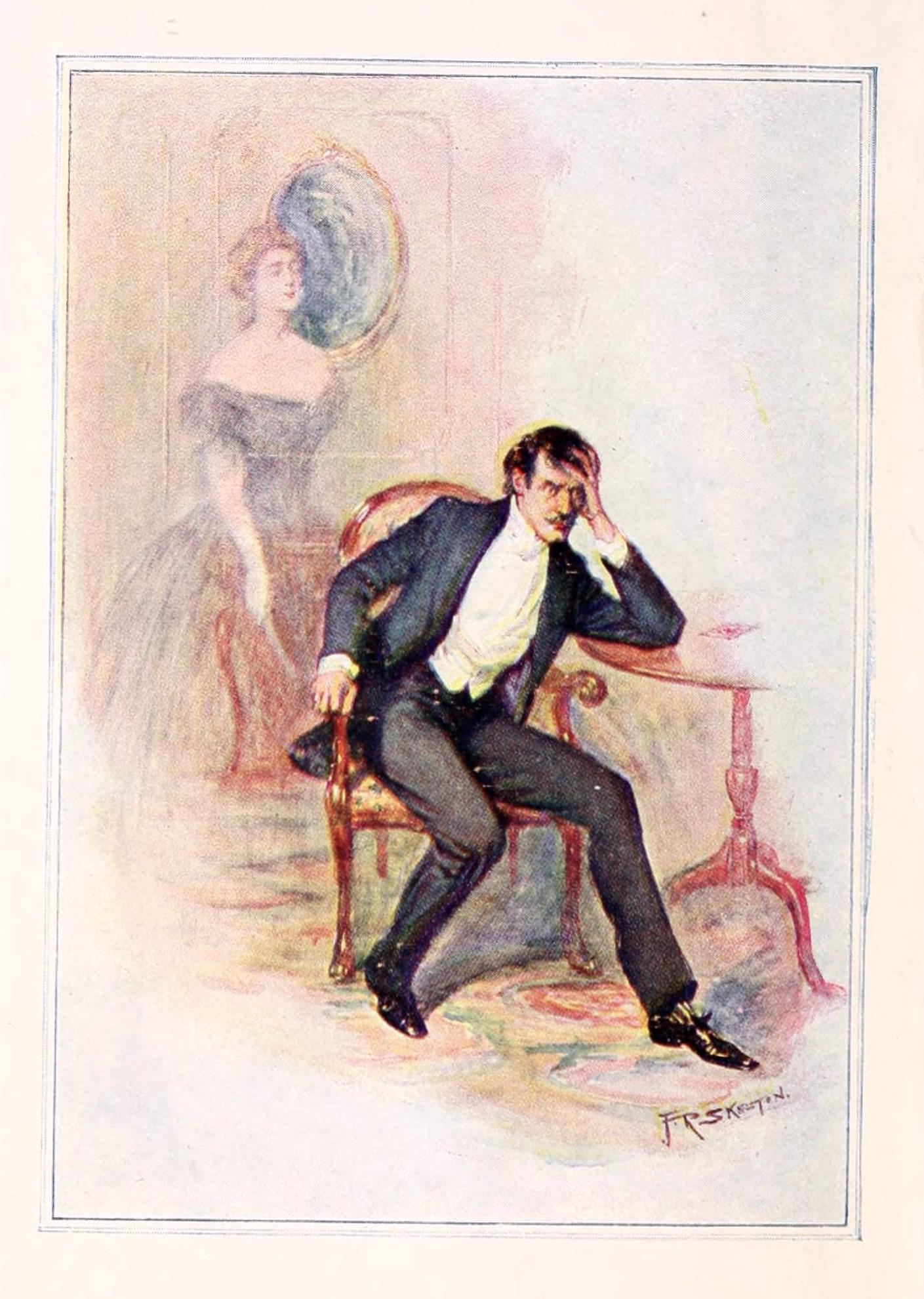
Григорий Литвинов. Иллюстрация к английском изданию романа Тургенева «Дым».
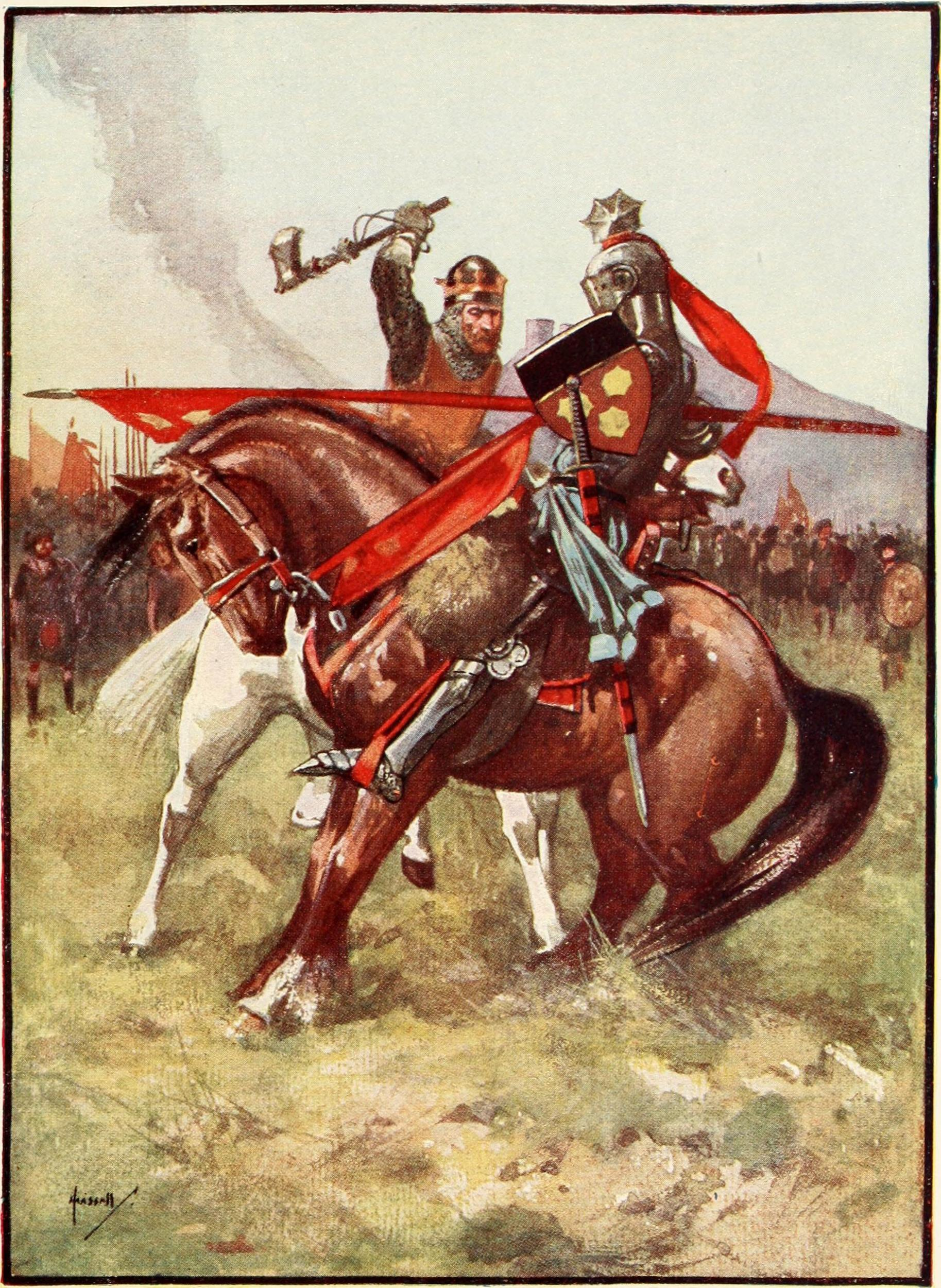
Король Шотландии Роберт Брюс в битве при Бэннокбёрне
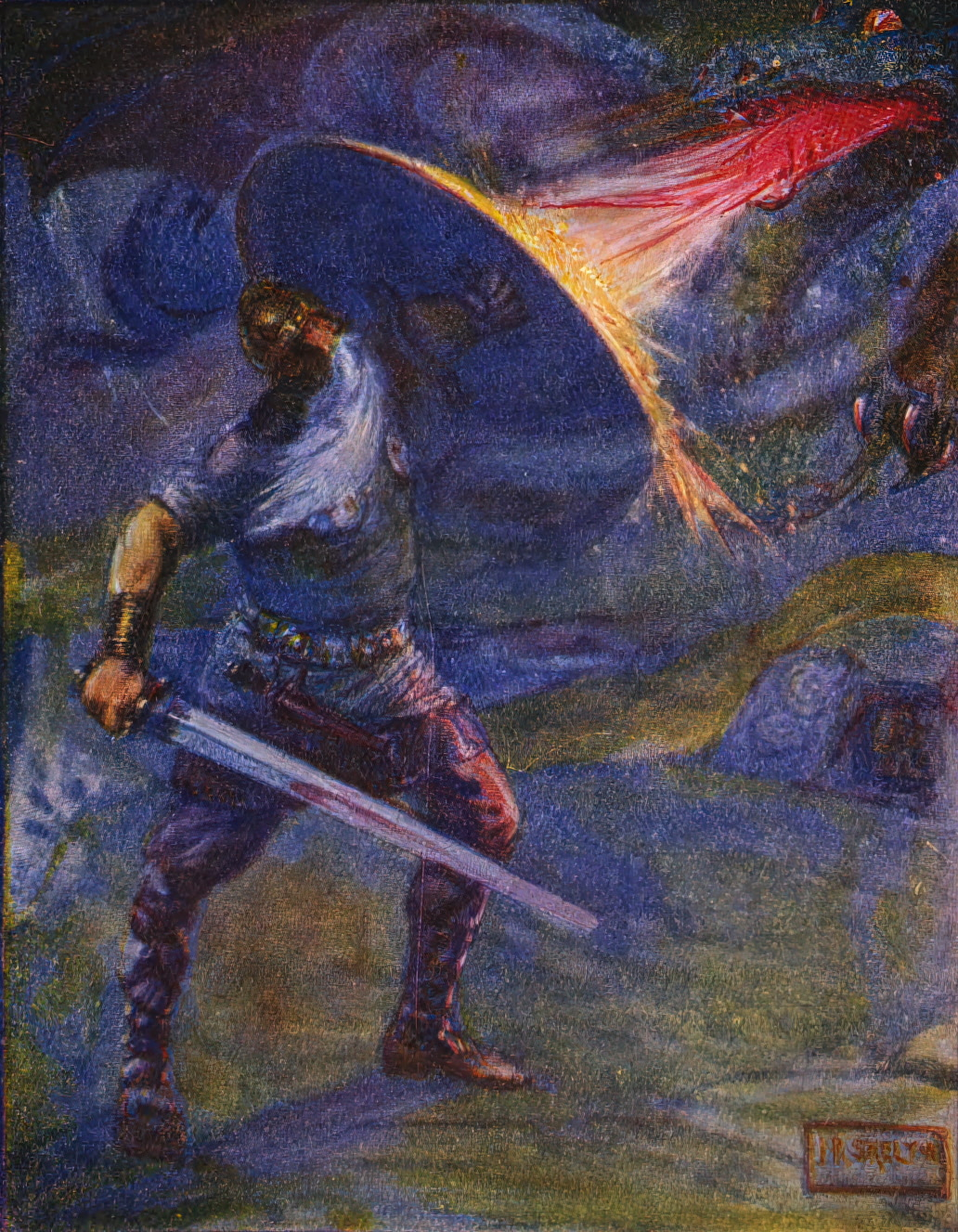
«Поединок Беовульфа с драконом». Иллюстрация к «Песни о Беовульфе».
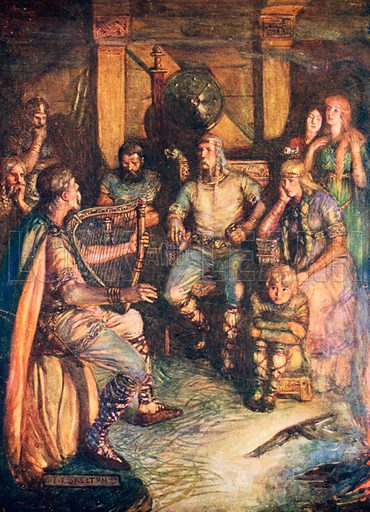
Менестрель
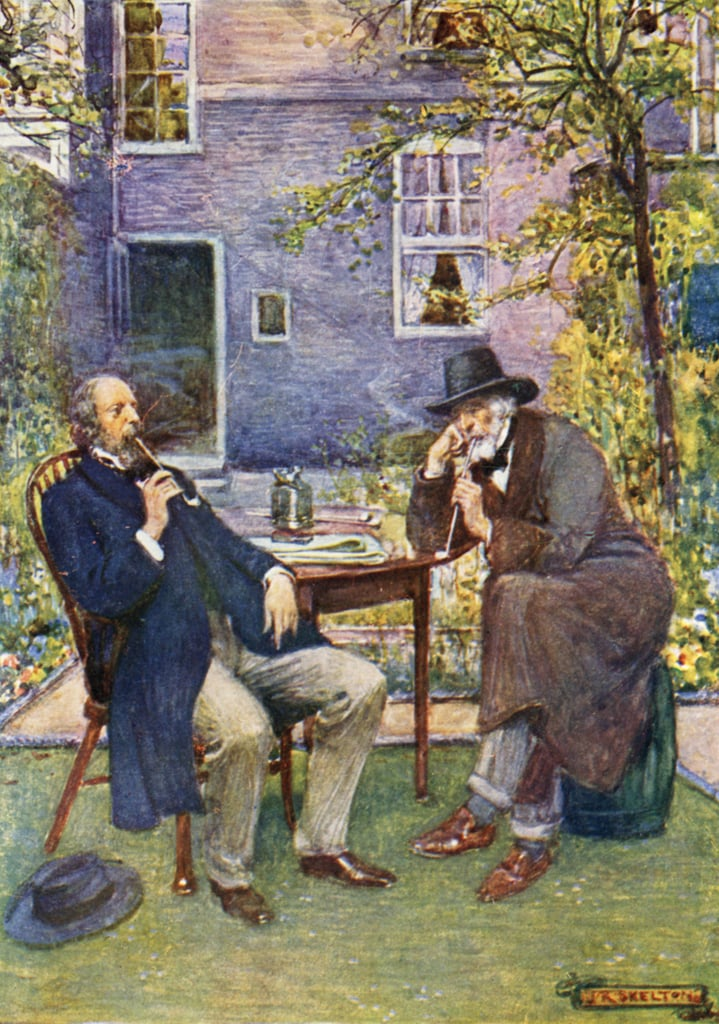
Теннисон и Карлейль
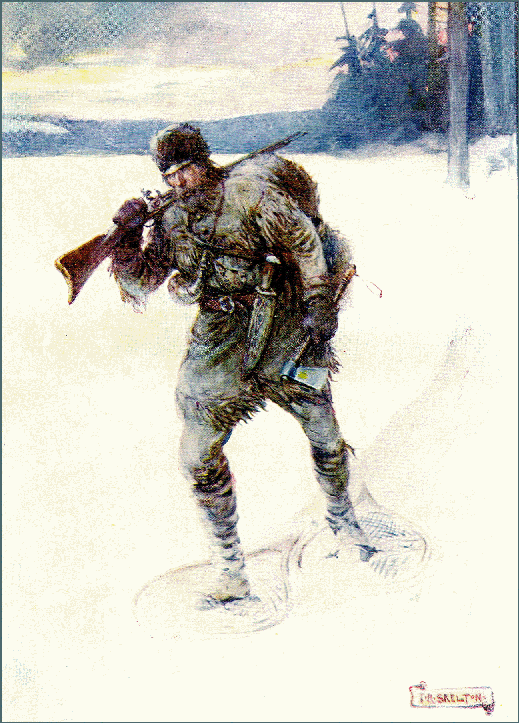
«В одиночку по нетронутому снегу». Иллюстрация к книге «История Британской империи», 1908
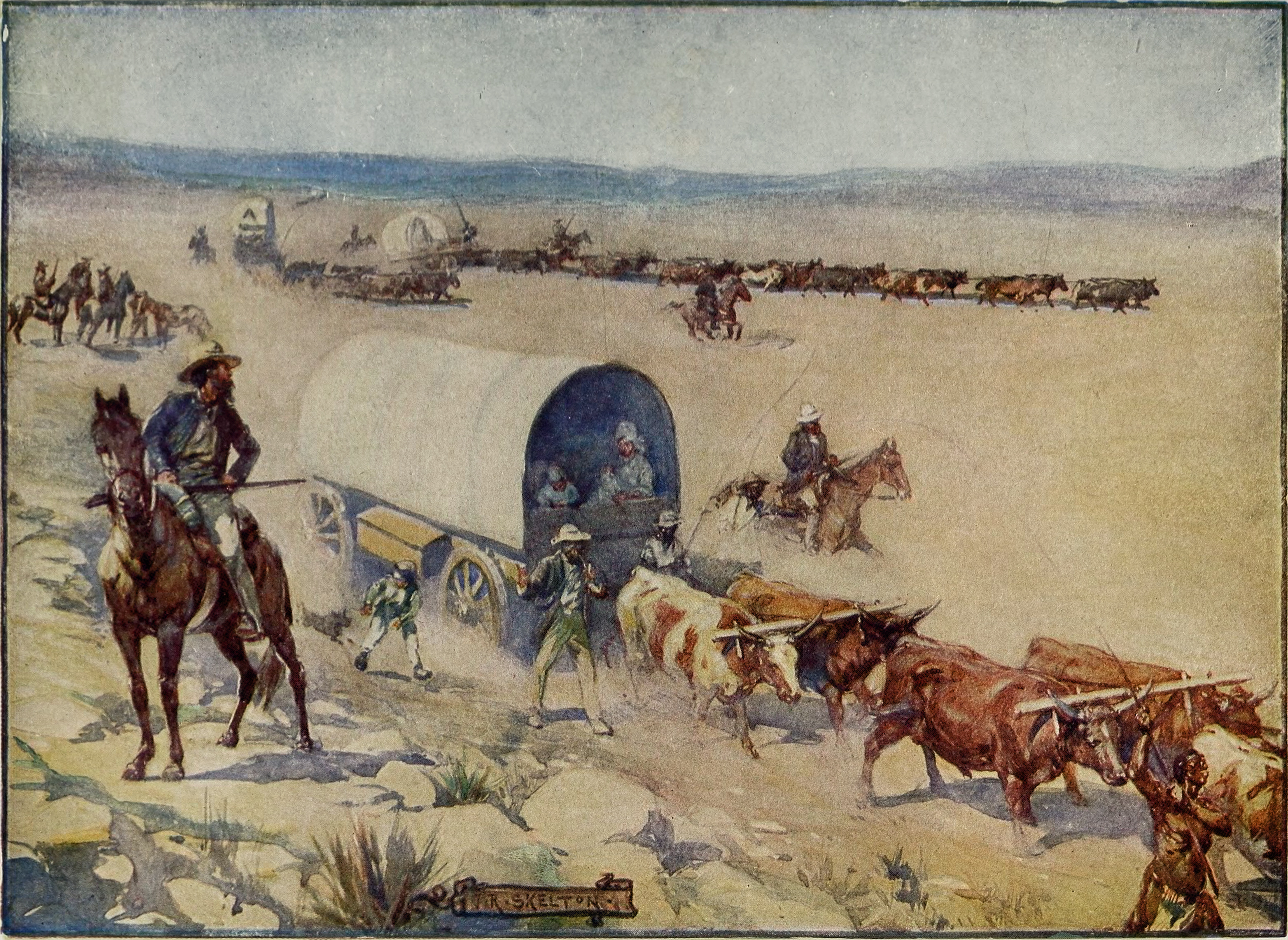
Трекбуры, 1909.
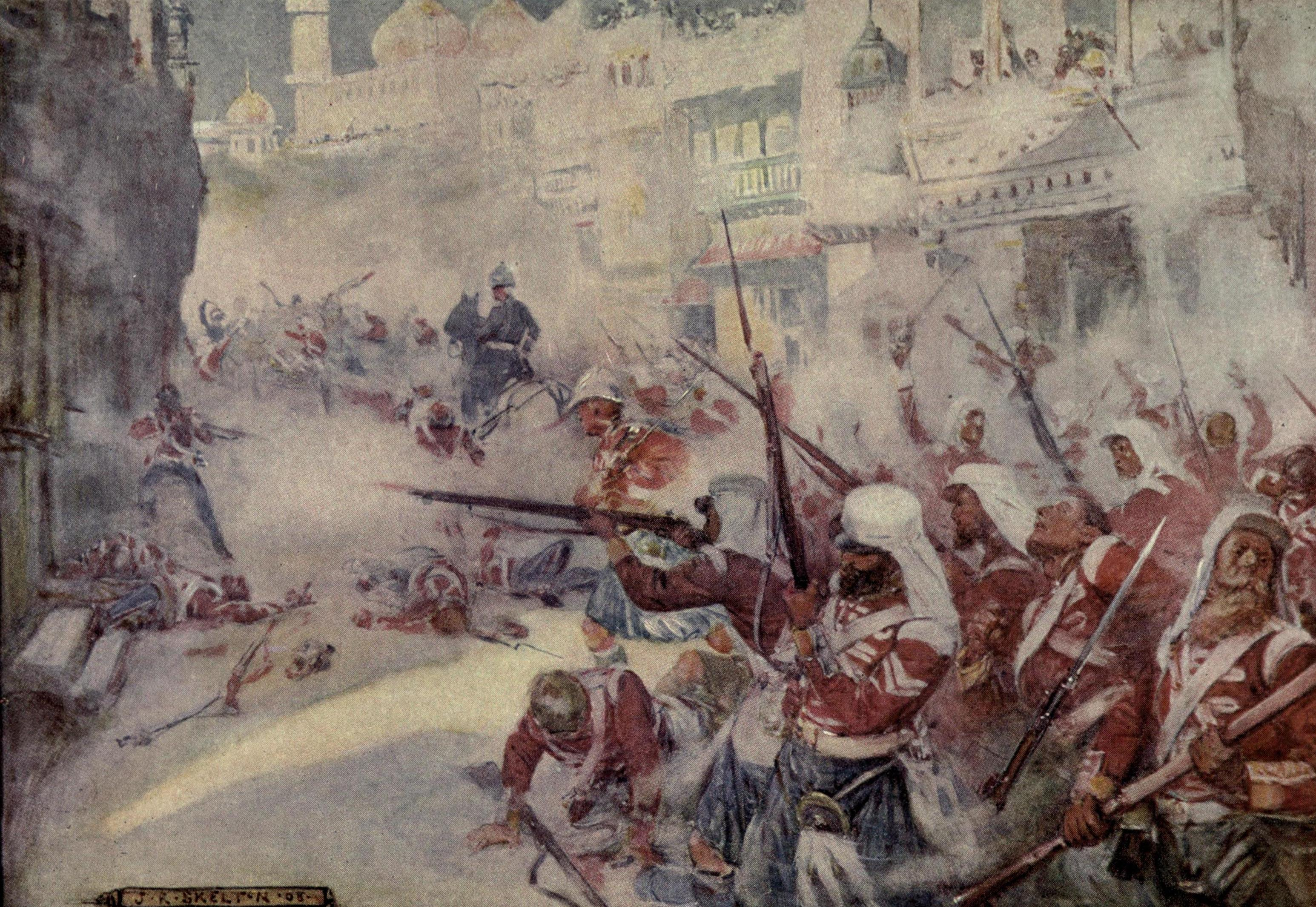
«Британские солдаты с боем прокладывали себе путь по улицам города». Иллюстрация к книге «История Индии», 1912